# Uliczka Cieszyńskich Kobiet
Uliczka Cieszyńskich Kobiet – pomnik w postaci instalacji plenerowej składającej się z osiemnastu geometrycznych lamp umieszczonych wzdłuż alejki ciągnącej się równolegle do wschodnich murów Pałacu Myśliwskiego Habsburgów na wzgórzu zamkowym w Cieszynie. Uliczka honoruje zasłużone dla Śląska Cieszyńskiego kobiety. Pomysł zrealizowano w 2010 dzięki Stowarzyszeniu Klub Kobiet Kreatywnych przy wsparciu Zamku Cieszyn. Jest to jeden z unikalnych tego typu projektów w Polsce.

## Historia uliczki

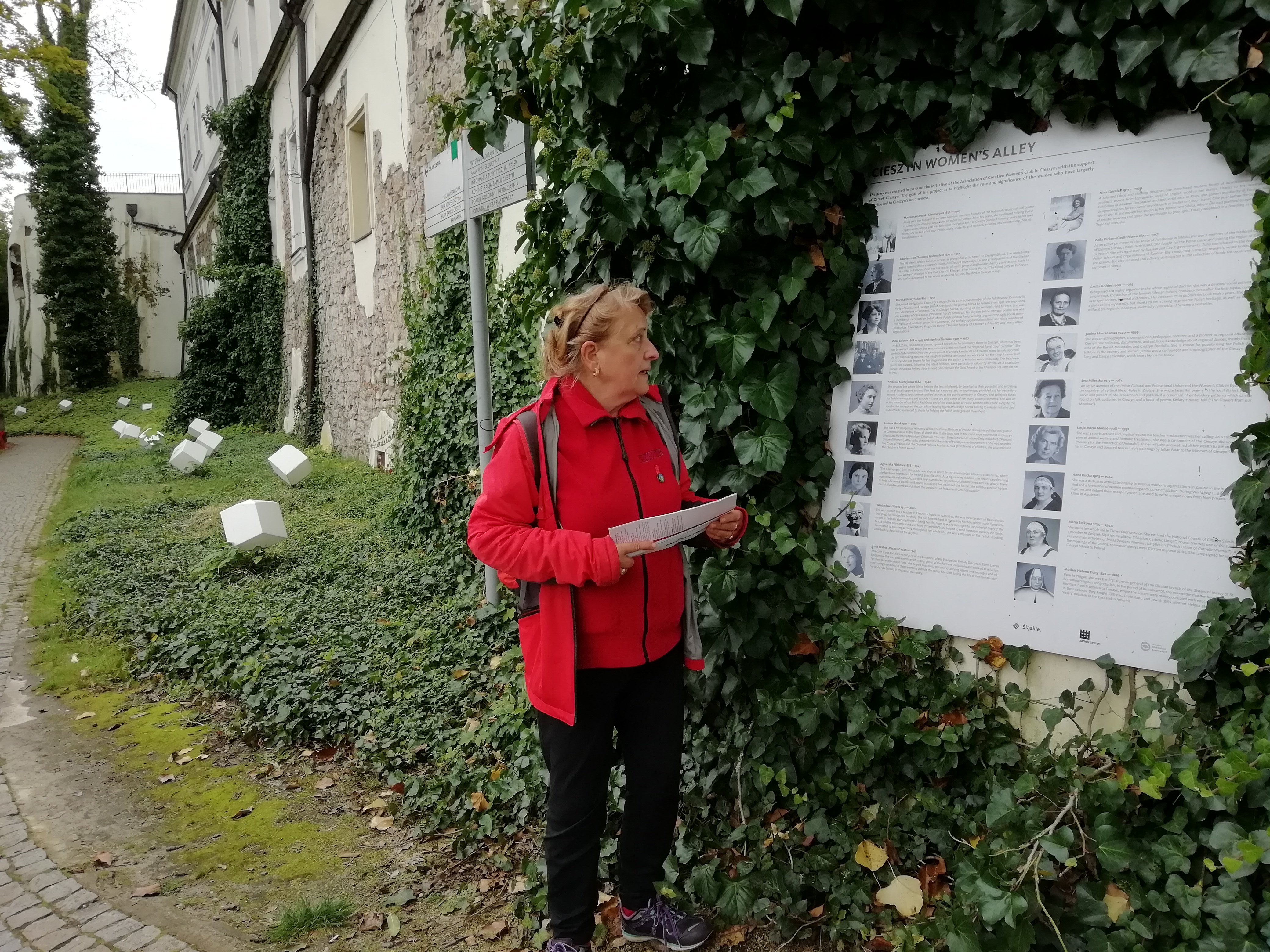
Historyczka Władysława Magiera podczas oprowadzania po Uliczce Cieszyńskich Kobiet, 2021

Instalacja powstała w 2010 z inicjatywy Stowarzyszenia Klub Kobiet Kreatywnych w Cieszynie, szczególnie jego prezeski Romy Rojowskiej oraz historyczki Władysławy Magiery w ramach obchodów symbolicznej rocznicy 1200-lecia założenia miasta. Poza tym w 2010 ukazała się pierwsza książka z cyklu Cieszyński Szlak Kobiet autorstwa Władysławy Magiery, ówczesnej członkini Klubu Kobiet Kreatywnych. Książka zawiera biografie kobiet pochodzących ze Śląska Cieszyńskiego, które w dużej mierze przyczyniły się do rozwoju i promocji regionu w różnych dziedzinach. Dostępność do edukacji spowodowała, że już na początku XX w. nie było wśród nich analfabetek, co pozwalało kobietom również z środowisk wiejskich na udział w życiu gospodarczym, kulturalnym, a nawet politycznym. 
Uliczka powstała w trzech etapach. W 2010 podczas uroczystego otwarcia odsłonięto siedem lamp, a trzy lata później, z inicjatywy Władysławy Magiery, kolejne dziewięć, które ufundowane zostały przez rodziny i przyjaciół uhonorowanych kobiet.  
W 2017 Telewizja Polska przygotowała film o upamiętnieniu. Narratorką w filmie jest Władysława Magiera.  

W 2018 przybyły kolejne dwie lampy poświęcone członkiniom Rady Narodowej Księstwa Cieszyńskiego – pierwszego lokalnego rządu na ziemiach polskich po I wojnie światowej. Była to inicjatywa Zamku Cieszyn.

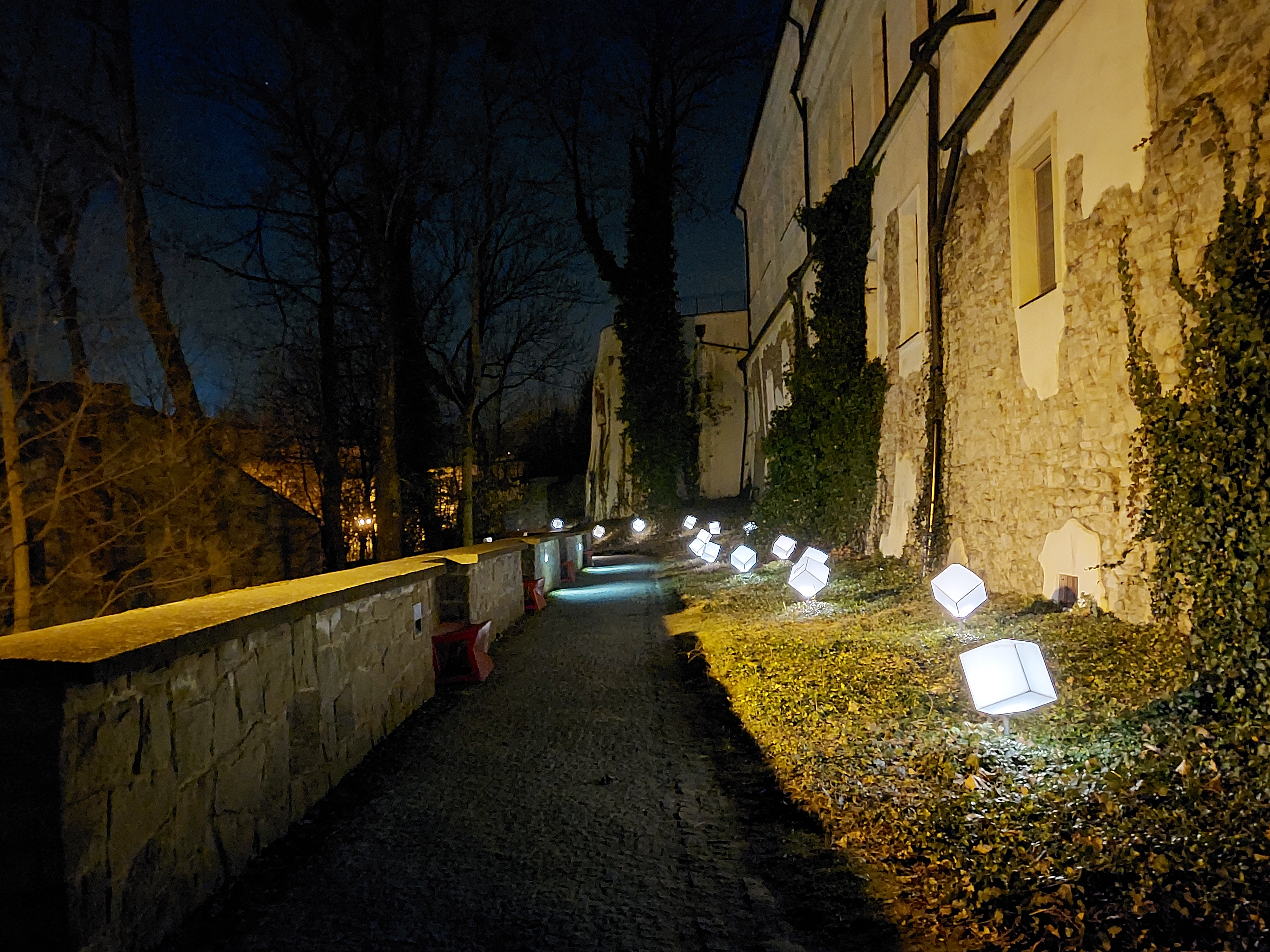
Uliczka Cieszyńskich Kobiet nocą

Pomniki w formie lamp zostały wykonane z konglomeratu LG Hi-macs, który przepuszcza rozproszone światło. Zaprojektowały je Sabina Knapczyk-Marek i Aleksandra Satława. O projekcie powiedziały: Obiekty przybrały najprostsze formy sześcianów, by cała uwaga widza skupiła się na obcowaniu z niezwykłymi kobietami, ich życiorysami (...). W mroku świecą... może wskazują drogę dosłownie i w przenośni?. Na każdej z lamp umieszczone jest nazwisko wyróżnionej kobiety, a na obu końcach uliczki znajdują się tablice ze zdjęciami i krótkimi biogramami w języku polskim i angielskim. Teksty opracowała Władysława Magiera. 

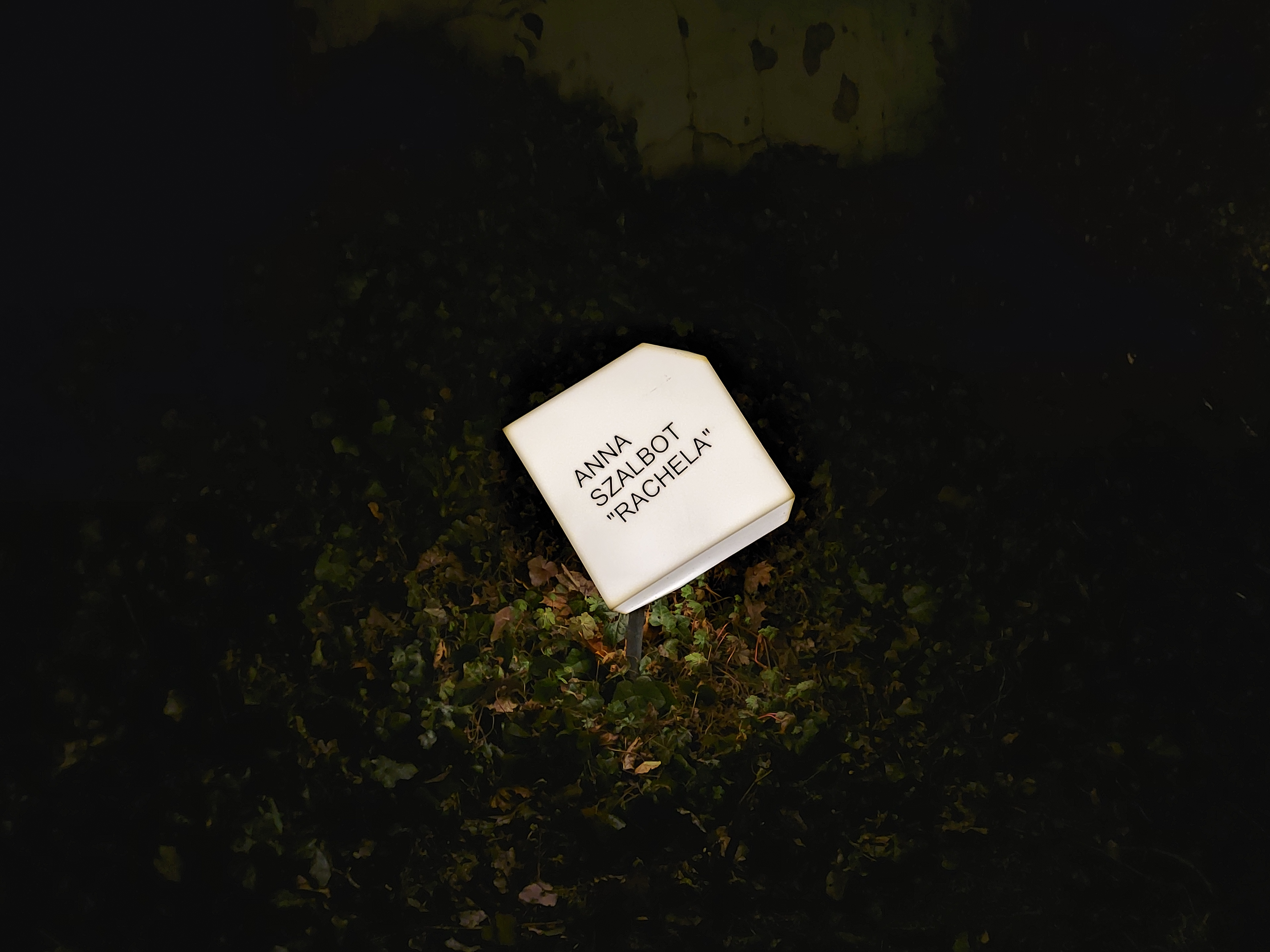
Uliczka Cieszyńskich Kobiet nocą, jedna z lamp

W 2019 ustalono, że uliczce będą patronować Olga Havlová i Danuta Wałęsa, dla których posadzono magnolie. 

## Upamiętnione kobiety
| Rok upamiętnienia    | 2010 | 2013 | 2018                                |
| -------------------- | --- | --- | ----------------------------------- |
| Upamiętnione kobiety | - Janina Marcinkowa - Stefania Michejdowa - Marianna Górniak-Cienciałowa - Nina Górniak - Gabriela von Thun und Hohenstein - Zofia Kirkor-Kiedroniowa - Łucja Maria Monné | - Emilia Kołder - Zofia Leitner i Józefina Białkowa - Ewa Milerska - Helena Molak - Agnieszka Pilchowa - Anna Rucka - Władysława Sikora - diakonisa Anna Szalbot „Rachela” - matka Helena Tichy | - Dorota Kłuszyńska - Maria Sojkowa |